# Chiaramonte Gulfi
Chiaramonte Gulfi este o comună din provincia Ragusa, Sicilia din sudul Italiei. În 2011 avea o populație de 8.250 de locuitori.

## Demografie
Chiaramonte Gulfi - evoluția demografică

|  | Graficele sunt indisponibile din cauza unor probleme tehnice. Mai multe informații se găsesc la Phabricator și la wiki-ul MediaWiki. |

Date: Recensăminte sau birourile de statistică - grafică realizată de Wikipedia